# 1999 год в политике России
В 1999 году состоялась попытка отстранения президента Ельцина от должности, прошли выборы в Государственную думу третьего созыва.

## Май
- В мае Государственная дума решала вопрос об импичменте Ельцина. Процедура импичмента Ельцину была инициирована на основании пяти обвинений: развал СССР; расстрел Белого дома в 1993 г.; развязывание войны в Чечне; развал армии и геноцид российского народа. Ни по одному из пунктов обвинения не было набрано необходимых 300 голосов для принятия решения Госдумой (для прекращения полномочий Ельцина требовалось ещё и решение Совета Федерации). За обвинение в развале СССР проголосовало 239 депутатов, за обвинение в событиях 1993 года — 263, за обвинение в развале армии — 241, за обвинение в войне в Чечне — 283, за обвинение в геноциде русского народа — 238.

## Август
- 7 августа около 400 участников бандформирований под командованием террористов Шамиля Басаева и Хаттаба вторглись на территорию Дагестана.
- 10 августа группировка «Исламская шура Дагестана» во главе с террористом Шамилем Басаевым приняла декларацию о создании на территории Дагестана «независимого мусульманского государства»[1].
- 15 августа федеральные войска начали операцию по освобождению сёл Ботлихского района Дагестана.
- 16 августа «президент Ичкерии» Аслан Масхадов объявил о введении в Чечне «чрезвычайного положения».
- 17 августа Министерство печати обратилось к руководителям крупнейших телерадиокомпаний с требованием не предоставлять эфир главарям чеченских боевиков.
- 24 августа федеральные войска вытеснили группировки Басаева и Хоттаба из Дагестана в Чечню, потеряв 59 человек убитыми и более 200 ранеными (по официальным данным).
- 26 августа председатель правительства Владимир Путин сообщил о завершении первого этапа операции в Дагестане.
- 29 августа началась операция по разоружению боевиков в сёлах Карамахи и Чабанмахи.
- 31 августа в Москве в торговом комплексе «Охотный ряд» произошёл взрыв, в результате которого погиб один человек и пострадало ещё около 40 человек.

## Сентябрь
- 4-16 сентября 1999 года произошла серия террористических актов в российских городах (Буйнакске, Москве и Волгодонске). В результате терактов 307 человек погибли, более 1700 человек получили ранения различной степени тяжести или пострадали в той или иной мере. Был причинён материальный ущерб на сумму более 800 млн рублей. Теракты были организованы и профинансированы руководителями незаконного вооружённого формирования Исламский институт «Кавказ» Эмиром аль-Хаттабом и Абу Умаром.

## Декабрь
- 19 декабря состоялись выборы в Государственную думу третьего созыва. Выборы проводились по смешанной системе. Явка — 61,85 %. 6 списков преодолели 5%-ый барьер и создали фракции в Думе (КПРФ — 90 депутатов и 39 в Аграрно-промышленной депутатской группе, «Единство» — 82 и 59 в депутатской группе «Народный депутат», ОВР — 45 и 41 в депутатской группе «Регионы России», СПС — 32, «Яблоко» — 21, ЛДПР — 17).